# Öljehults socken
Öljehults socken i Blekinge ingick i Bräkne härad och uppgick 1967 i Ronneby stad. Området ingår därefter sedan 1971 i Ronneby kommun och motsvarar från 2016 Öljehults distrikt i Blekinge län.
Socknens totala areal är 72,95 kvadratkilometer, varav 69,12 består av land. År 2000 fanns det inom socknens geografiska område 477 invånare. Tätorten Hallabro och Öljehults kyrka ligger i denna socken.

## Administrativ historik
Socknen bildades 4 maj 1859 genom en utbrytning ur Bräkne-Hoby socken.
Vid kommunreformen 1862 övergick socknens ansvar för de kyrkliga frågorna till Öljehults församling och för de borgerliga frågorna till Öljehults landskommun. Landskommunen uppgick 1952 i Hallabro landskommun, 1963 i Kallinge landskommun och uppgick 1967 i Ronneby stad som 1971 ombildades till Ronneby kommun. Församlingen uppgick 2006 i Ronneby församling.
1 januari 2016 inrättades distriktet Öljehult, med samma omfattning som församlingen hade 1999/2000.
Socknen har tillhört fögderier, tingslag och domsagor enligt vad som beskrivs i artikeln Bräkne härad.
Socken indelades fram till 1901 i 19 båtsmansshåll, vars båtsmän tillhörde Blekinges 4:e (1:a före 1845) båtsmanskompani.

## Gårdar
Följande gårdar var belägna i Öljehult.
- Nr 143 Skörje
- Nr 144 Risansmåla
- Nr 146-147 Hålebäck
- Nr 148 Lindås
- Nr 149 Askaremåla
- Nr 150 Hunnamåla
- Nr 151-152 Öljehult
- Nr 153-154 Dockemåla
- Nr 155 Ebbamåla
- Nr 156 Grårör
- Nr 157 Gummagölsmåla
- Nr 158-160 Belganet
- Nr 161 Stengölsmåla (tidigare Falsahemmet)

## Geografi
Öljehults socken gränsar i norr och väster mot smålandsgränsen och består av en bergig skogsbygd kring Bräkneåns övre lopp.

## Fornminnen
Stenåldersboplats är antecknad från Hunnemåla, där det också finns flera gravar. Lågteknisk järnslagg förekommer, troligen från medeltiden.

## Namnet
Namnet (1583 Ølleholt), taget från kyrkbyn, innehåller i förleden sannolikt ett äldre namn Ylia på den förbiflytande Lillån, efterledet är hult - liten skog.

## Befolkningsutveckling
| Befolkningsutvecklingen i Öljehults socken 1860–1990         | Befolkningsutvecklingen i Öljehults socken 1860–1990 | Befolkningsutvecklingen i Öljehults socken 1860–1990 | Befolkningsutvecklingen i Öljehults socken 1860–1990 | Befolkningsutvecklingen i Öljehults socken 1860–1990 |
| ------------------------------------------------------------ | ---------------------------------------------------- | ---------------------------------------------------- | ---------------------------------------------------- | ---------------------------------------------------- |
|                                                              |                                                      |                                                      |                                                      |                                                      |
| År                                                           |                                                      |                                                      | Folkmängd                                            |                                                      |
| 1860                                                         | 1860                                                 |                                                      | 1 549                                                |                                                      |
| 1870                                                         | 1870                                                 |                                                      | 1 759                                                |                                                      |
| 1880                                                         | 1880                                                 |                                                      | 2 009                                                |                                                      |
| 1890                                                         | 1890                                                 |                                                      | 2 080                                                |                                                      |
| 1900                                                         | 1900                                                 |                                                      | 2 034                                                |                                                      |
| 1910                                                         | 1910                                                 |                                                      | 1 837                                                |                                                      |
| 1920                                                         | 1920                                                 |                                                      | 1 460                                                |                                                      |
| 1930                                                         | 1930                                                 |                                                      | 1 361                                                |                                                      |
| 1940                                                         | 1940                                                 |                                                      | 1 225                                                |                                                      |
| 1950                                                         | 1950                                                 |                                                      | 1 070                                                |                                                      |
| 1960                                                         | 1960                                                 |                                                      | 850                                                  |                                                      |
| 1970                                                         | 1970                                                 |                                                      | 648                                                  |                                                      |
| 1980                                                         | 1980                                                 |                                                      | 571                                                  |                                                      |
| 1990                                                         | 1990                                                 |                                                      | 550                                                  |                                                      |
| Anm: Källor: Demografiska databasen, CEDAR, Umeå universitet |                                                      |                                                      |                                                      |                                                      |

### Fotnoter
1. ↑  Svensk Uppslagsbok Öljehults socken
2. 1 2  Harlén, Hans; Harlén Eivy (2003). Sverige från A till Ö: geografisk-historisk uppslagsbok. Stockholm: Kommentus. Libris 9337075. ISBN 91-7345-139-8
3. ↑  ”Förteckning (Sveriges församlingar genom tiderna)”. Skatteverket. 1989. http://www.skatteverket.se/privat/folkbokforing/omfolkbokforing/folkbokforingigaridag/sverigesforsamlingargenomtiderna/forteckning.4.18e1b10334ebe8bc80003999.html. Läst 17 december 2013.
4. ↑  ”Församlingar”. Statistiska centralbyrån. https://www.scb.se/hitta-statistik/regional-statistik-och-kartor/regionala-indelningar/forsamlingar/. Läst 30 december 2022.
5. ↑  "Ostkanten" om Blekinge och Södra Möres båtsmän
6. 1 2  Sjögren, Otto (1932). Sverige geografisk beskrivning del 3 Blekinge, Kristianstads, Malmöhus och Hallands län samt staden Göteborg. Stockholm: Wahlström & Widstrand. Libris 9940
7. 1 2 3  Nationalencyklopedin
8. ↑  Fornlämningar, Statens historiska museum: Öljehults socken
9. ↑  Fornminnesregistret, Riksantikvarieämbetet: Öljehults socken Fornminnen i socknen erhålls på kartan genom att skriva in sockennamn (utan "socken") i "Ange geografiskt område"